# Harald Socher
Harald Socher (* 28. Januar 1947) ist ein ehemaliger deutscher Fußballtorwart, der zwischen 1968 und 1983 in der DDR-Liga für die BSG Kernkraftwerk Greifswald spielte. 

## Sportliche Laufbahn
Bevor Harald Socher 1968 mit der BSG Einheit Greifswald in die DDR-Liga aufstieg, hatte er mit der Betriebssportgemeinschaft (BSG) bereits seit 1966 in der drittklassigen Bezirksliga gespielt. Für die DDR-Liga-Saison 1968/69, in der die BSG unter der neuen Bezeichnung Kernkraftwerk Nord antrat, war Socher im Spielerkader nur als Torwart Nummer drei vorgesehen. Erst als 1. und 2. Torwart nach dem 12. Ligaspieltag ausfielen, wurde Socher in den restlichen 18 Spieltagen eingesetzt. Für die Saison 1969/70 wurde er zwar als erster Torwart nominiert, doch er wurde in den 30 Ligaspielen in der Hinrunde nur viermal und in der Rückrunde auch nur in zehn Punktspielen aufgeboten. Nachdem Socher bis zum Oktober 1970 in fünf Ligaspielen eingesetzt worden war, wurde er für 18 Monate zum Wehrdienst in der Nationalen Volksarmee eingezogen. Nach seiner Entlassung kehrte er wieder zur BSG Kernkraftwerk zurück und wurde dort in der Spielzeit 1972/73 in zwölf DDR-Liga-Spielen eingesetzt, wobei er in der Hinrunde wieder einen mehrwöchigen Ausfall hatte. Die Saison 1973/74 gestaltete sich für Socher als seine persönlich erfolgreichste Spielzeit, denn er fehlte lediglich am letzten der 22 Spieltage. Bis 1980 blieb Socher Stammtorwart der Greifswalder, legte aber bis auf 1977/78 (nur zwei Spiele ausgesetzt) seine obligatorischen längeren Pausen ein. Nach der Saison 1980/81 musste die BSG KKW aus der DDR-Liga absteigen, Socher war nun mit nur zwei Ligaeinsätzen nur noch Ersatztorwart. Als die Greifswalder nach einem Jahr wieder in die DDR-Liga aufgestiegen, gehörte Socher 1982/83 mit acht Ligaspieleinsätzen nach wie vor zum Mannschaftskader. Als die Kernkraftwerker sofort wieder abstiegen, war für den 36-jährigen die Laufbahn im höherklassigen beendet, wo er innerhalb von dreizehn Spielzeiten 178 DDR-Liga-Spiele absolviert hatte.

## Weitere Aktivitäten
Während seiner ersten Jahre bei der BSG Kernkraftwerk Greifswald studierte Socher Pädagogik mit den Fächern Russisch und Körpererziehung an der Greifswalder Ernst-Moritz-Arndt-Universität. Als die BSG KKW nach ihrem Wiederaufstieg 1985/86 erneut in der DDR-Liga spielte, trainierte Socher die Mannschaft während der Hinrunde. Von 1985 bis 1990 arbeitete er beim Trägerbetrieb der BSG, dem Kernkraftwerk Greifswald, als Abteilungsleiter Sport. 